# We Are the Champions: Final Live in Japan
We Are the Champions: Final Live in Japan es un video en vivo del grupo de rock inglés Queen, en el Budokan Hall de Tokio el 11 de mayo de 1985 y era parte del tour The Works. Salió a la venta en 2004 sólo en Japón.

## Lista de canciones
- 01. Machines (Or 'Back To Humans') (Intro)
  - The Works
- 02. Tear It Up
  - The Works
- 03. Tie Your Mother Down
  - A Day at the Races
- 04. Under Pressure
  - Hot Space
- 05. Somebody to Love
  - A Day at the Races
- 06. Killer Queen
  - Sheer Heart Attack
- 07. Seven Seas of Rhye
  - Queen II
- 08. Keep Yourself Alive
  - Queen I
- 09. Liar
  - Queen I
- 10. Impromptu
- 11. It's a Hard Life
  - The Works
- 12. Now I'm Here
  - Sheer Heart Attack
- 13. Is This the World We Created...?
  - The Works
- 14. Love of My Life
  - A Night at the Opera
- 15. Another One Bites the Dust
  - The Game
- 16. Hammer to Fall
  - The Works
- 17. Crazy Little Thing Called Love
  - The Game
- 18. Bohemian Rhapsody
  - A Night at the Opera
- 19. Radio Ga Ga
  - The Works
- 20. I Want to Break Free
  - The Works
- 21. Jailhouse Rock
  - Cover de Elvis Presley
- 22. We Will Rock You
  - News of the World
- 23. We Are The Champions
  - News of the World
- 24.God Save The Queen
  - A Night at the Opera